# Алекс Вайлдер
Алекс Вайлдер (англ. Alex Wilder) — супергерой з коміксів американського видавництва Marvel Comics.
У телесеріалі від потокового сервісу Hulu «Втікачі» (2017-2019) його зіграв Рензі Феліз.

## Історія публікації
Алекс Вайлдер був вигаданий автором Браяном Воном і художником Адріаном Альфоною, де дебютував у коміксі Runaways #1.

## Сили й здібності
Алекс Вайлдер має геніальний інтелект, де він має передову навичку з логіки та стратегії.

## В інших медіа

### Телебачення
- Алекс Вайлдер з'являється в серіалі Hulu, «Втікачі», зображений Рензі Фелізом[1][4]. Ця версія Вайлдера нудьгує за своїми друзями та намагається повернутися до них, зокрема до Ніко через його почуття до неї й починає страждати від ізоляції. На відміну від свого аналога з коміксів, він не має зловісних мотивів.

### Відеоігри
- Алекс Вайлдер є ігровим персонажем в грі «Lego Marvel Super Heroes 2». Він з'являється в DLC про Втікачів.